# Orthomoleculaire behandelwijze
Een orthomoleculaire behandelwijze is een alternatieve behandelwijze die zich richt op het uitbouwen en behouden van een optimale gezondheid door voeding en het gebruik van supplementen. Er is geen enkel bewijs voor de werkzaamheid van de behandeling, de onderliggende aannamen missen plausibiliteit, en de behandelwijze wordt door de medische wetenschap dan ook als kwakzalverij beschouwd. Het is bovendien niet zonder gevaren.

## Geschiedenis
Orthomoleculaire behandelwijzen dateren uit de jaren 50. De psychiaters Abram Hoffer en Humphry Osmond behandelden hun schizofrene patiënten met hoge doses nicotinezuur en vitamine C, uitgaande van de hypothese dat bij schizofrenie adrenaline abnormaal wordt omgezet in adrenochroom, een endogeen geproduceerde hallucinogene stof die verantwoordelijk zou zijn voor de symptomen. Hoge doses van genoemde vitamines zouden de biochemische reacties weer de goede kant op moeten richten, een therapievorm die vanwege de hoge doseringen vitamines al snel "megavitaminetherapie" werd genoemd.
In 1968 introduceerde Linus Pauling, geïnspireerd door het werk van Hoffer en Osmond, de term "orthomoleculair" in het tijdschrift Science. Pauling besprak in het artikel de biochemische basis van megavitaminetherapie in de psychiatrie en gaf het de volgende definitie: "Orthomoleculaire psychiatrische behandeling is het behandelen van psychische aandoeningen door het verschaffen van optimale moleculaire concentraties van substanties die normaal in het menselijk lichaam aanwezig zijn. Enige tijd na publicatie van dit artikel werd de definitie verbreed naar het hele organisme en naar ziekten in zijn algemeenheid: "de behandeling van ziekten in zijn algemeenheid door het verschaffen van een optimale moleculaire omgeving voor het lichaam" Ook werd het instrumentarium uitgebreid met andere vitamines en voedingsstoffen. In 1972 werd vervolgens de "Academy of Orthomolecular Psychiatry" opgericht.
Al in de jaren 70 constateerde een werkgroep van de American Psychiatric Association dat er geen wetenschappelijk bewijs is dat toepassing van hoge doses vitamines een verbetering van het ziektebeeld geeft. Ook sindsdien is dat bewijs niet gevonden.

## Uitgangspunten
Twee belangrijke uitgangspunten van orthomoleculaire behandelwijzen zijn de volgende:
- Vitamines kunnen gebruikt worden bij de behandeling van een grote reeks condities die niet beschouwd worden als deficiëntieziekten. Dit in tegenstelling tot het huidige paradigma, waarin vitamines enkel worden gebruikt om klassieke deficiëntieziektes te voorkomen.
- Er worden zogenoemde 'optimale' doseringen gebruikt, die aanmerkelijk hoger liggen dan die aanbevolen worden volgens het huidige paradigma, waarbij vitamines enkel nodig zijn ter preventie van deficiëntieziekten.

Omdat in de orthomoleculaire visie vaak hoge doseringen vitamines nodig zijn, wordt in de orthomoleculaire behandelwijzen veel gebruikgemaakt van voedingssupplementen.
Orthomoleculaire behandelaars gaan ervan uit dat voedingsstoffen beter in de stofwisseling passen dan geneesmiddelen. Het argument hiervoor is dat het lichaam in de loop van de evolutie met voedingstoffen vertrouwd is geraakt, iets dat niet geldt voor de geneesmiddelen, die door de farmaceutische industrie zijn ontwikkeld. De orthomoleculaire leer gaat overigens niet voorbij aan het belangrijke adagium van de toxicologie dat alle stoffen per definitie schadelijk kunnen zijn, afhankelijk van onder meer dosis, concentratie, toedieningsweg en fysische toestand. Dit is een gegeven waar iedere geneeskundige altijd rekening mee moet houden.
Orthomoleculaire behandelaars hebben een heel eigen standpunt inzake milieuverontreiniging. Vervuiling van lucht, water en grond zouden resulteren in een toxische belasting van het lichaam, waardoor volgens orthomoleculaire therapeuten meer behoefte bestaat aan bepaalde voedingsstoffen. Bijvoorbeeld bij stapeling van hormoonverstorende stoffen zoals pcb's, zou het zin hebben het lichaam nader te ondersteunen. Door kunstmest zou vrijwel alle zink uit de bodem zijn verdwenen, dus hoe goed het ook is om veel verse groente te eten, of iemand daarmee ook voldoende zink binnenkrijgt, is volgens hen de vraag.
Een aanvullend idee van de orthomoleculaire behandelwijzen is dat er verschil gemaakt kan worden tussen lichaamseigen stoffen, die het lichaam "ondersteunen" en het lichaamseigen natuurlijke genezingsproces stimuleren versus lichaamsvreemde stoffen, die een afweerreactie van het lichaam zouden oproepen.

## Geclaimde succesverhalen
Van een aantal verbindingen is gerapporteerd dat ze bij verschillende aandoeningen een gunstig effect zouden kunnen hebben:
- S-Adenosylmethionine (SAMe) is een aminozuur dat in hoge doseringen antidepressieve eigenschappen zou hebben. Let wel: deze claim staat niet op zichzelf, maar binnen een behandelcontext, niet iedere depressie is orthomoleculair hetzelfde. Ook is het niet verstandig SAMe te slikken als er te veel homocysteine of onvoldoende B6 in het lichaam aanwezig is.[7][8][9][10][11]
- Glucosaminesulfaat is in 2005 als geneesmiddel geregistreerd ter verlichting van symptomen van artrose van de knie, ondanks de volgens de registratiecommissie 'zwakke bewijsvoering'.[12] Uit onderzoek blijkt echter dat de combinatie chondroitinesulfaat en glucosamine niet werkt. Het heeft geen beter effect op de progressie van de artrose dan een placebo.[bron?] Glucosamine is ook als voedingssupplement op de markt.
- Alfa-liponzuur is een zwavelhoudend anti-oxidant dat in de voeding in zeer kleine hoeveelheid voorkomt, en dan vooral in orgaanvlees. Het zou de bloed-hersenbarrière kunnen beschermen en zo een positieve werking hebben bij multiple sclerose. Het is oplosbaar in vet en water en recycleert daarbij ook vitamines C en E, Q10 en gluthatione.[13] Het wordt ook door vele zorgkundigen ingezet om zenuwschade door diabetes tegen te gaan door onder andere de bloedsuikerspiegel te verlagen.[14]
- Berberine wordt vooral geïsoleerd uit de planten families Berberis en Coptis en wordt al eeuwen ingezet in de Chinese Geneeskunde door zijn anti-microbieel, anti-parasitaire en anti-virale werking. Het wordt ook bij ons gebruikt om longschade bij bestraling tegen te gaan en de efficiëntie van die bestraling te verhogen[15], maar is vooral gekend om zijn cholesterol verlagende werking[16] en het verlagen van bloedsuikerspiegel door insulinegevoeligheid te verhogen. In efficiëntie bewezen te vergelijken met reguliere medicatie als Metformine.[17]

## Kritiek
Zoals in de inleiding beschreven is geen enkel bewijs voor de werkzaamheid van orthomoleculaire behandelwijzen. De behandelwijze wordt door de medische wetenschap dan ook algemeen als kwakzalverij beschouwd. Het Voedingscentrum waarschuwt bovendien dat supplementen met hoge doseringen antioxidanten het risico op kanker mogelijk vergroten.
Ook de Vlaamse epidemioloog en skepticus Luc Bonneux noemt orthomoleculaire behandelwijzen kwakzalverij. Volgens hem zou de orthomoleculaire beroepsgroep steevast, terecht of onterecht, tekorten in het voedselpatroon herkennen en ter aanvulling dure supplementen voorschrijven. Ook de chirurgische oncoloog, en schrijver voor de website Science-Based Medicine, David Gorkski noemde orthomoleculaire medicijnen pure kwakzalverij.
Nadat uit onderzoek bleek dat ook hoge doseringen seleen, vitamine C, en E niet werken om hart- en vaatziekten en prostaatkanker te voorkomen sprak voedingshoogleraar Frans Kok van de Wageningen Universiteit naar aanleiding van deze onderzoeken over "het failliet van de orthomoleculaire geneeskunde". Hij zei:
Mensen moeten proberen via voedsel voldoende vitaminen en mineralen binnen te krijgen. Het los daarvan extra innemen van veel anti-oxidanten als vitaminen A, C, seleen en bètacaroteen voor een specifiek doel, werkt niet.
- Paulings onderzoek is niet reproduceerbaar

Volgens Paulings onderzoek was vitamine C een middel tegen verkoudheid en overleefden kankerpatiënten die dagelijks 10 gram vitamine C kregen toegediend, drie tot vier keer langer dan diegenen die dit niet namen. Bij uitvoerige herhaling van zijn onderzoek, onder beter gecontroleerde omstandigheden, bleek dit effect zich niet meer voor te doen.
- Onvoldoende bewijs voor hoge doses vitamines

Belangrijkste kritiekpunten zijn het gebruik van hoge doseringen van bepaalde vitaminen. Zo is in de orthomoleculaire therapie het gebruik van enkele grammen vitamine C per dag gebruikelijk, terwijl de aanbevolen dagelijkse hoeveelheid voor dit vitamine in Nederland 60 milligram bedraagt, een factor 50 tot 100 minder. Tegenstanders vinden dat wetenschappelijk niet is aangetoond dat dergelijke hoge doses inderdaad werken. Van vitamine C is bijvoorbeeld aangetoond dat deze geen invloed heeft op verkoudheid. Overtollige vitamine C wordt uitgeplast.
- Gezondheidsrisico bij hoge doseringen

Bepaalde vitamines kunnen in hoge doses schadelijk zijn, vooral tijdens de zwangerschap. Dit is geen controversieel standpunt. Het geldt vooral voor vitamine A en vitamine D, die in hoge doseringen voor een embryo schadelijk kunnen zijn. De cijfers voor Vitamine D zijn momenteel aan sterkteverandering onderhevig: doses die vroeger als schadelijk werden gezien, gelden nu als normaal.
De Nederlandse Warenwet stelt daarom strikte maxima voor het toevoegen van vitamine A en vitamine D in voedingssupplementen, waardoor in Nederland er weinig kans is op onbedoelde overdosis. Alleen wanneer doelbewust meer dan de aanbevolen dosering wordt genomen en wanneer langdurig meer vitamine A-houdende voedingssupplementen worden gebruikt, of wanneer retinolzuurhoudende crèmes worden gebruikt, is er kans op een overdosis. Er zijn ondertussen ook aanwijzingen dat te veel antioxidanten, zoals vitamine C en E, niet goed voor de gezondheid zijn. Stoffen die in de natuur aanwezig zijn, zelfs als het essentiële voedingsmiddelen zijn, zijn niet automatisch veilig indien je er veel van inneemt. Orthomoleculaire middelen zijn dikwijls bij de drogist te koop, maar het is toch het beste ze alleen onder toezicht van een arts te nemen.
Volgens een onderzoek kan een hoge dosis foliumzuur het risico op borstkanker vergroten, hoewel de stof de kans op onder andere darmkanker vermindert. Het exacte werkingsprincipe is echter onduidelijk.
- Praktische problemen bij individuele behandeling

Orthomoleculaire behandelaars hebben ook een praktisch probleem: om de principes te kunnen toepassen moeten ze eigenlijk precies weten hoe het met de hoeveelheden van allerlei micronutriënten en producten van het metabolisme in iedere individuele patiënt is gesteld. Dat is in de praktijk onmogelijk. Dit is de reden van de veel gebruikte proefbehandelingen, waarbij van een stof waarvan wordt verondersteld dat er een tekort aan bestaat een extra suppletie wordt gegeven en wordt gekeken of het helpt. Een proefbehandeling bij één patiënt is in wetenschappelijk opzicht geen gebruikelijke strategie, waarbij bovendien de patiënt en de arts allebei weten wat er wordt gegeven.
- Verkeerde focus

In veel gevallen blijkt een voedingstoffentekort niet behandeld te kunnen worden met toediening van een hoge dosis, maar is er sprake van een malabsorptiesyndroom, zoals bijvoorbeeld bij coeliakie. Bij deze mensen heeft het weinig zin de hoeveelheid vitamines te verveelvoudigen, maar moet de oorzaak van de malabsorptie behandeld worden. De behandeling bij coeliakie begint daarom met een glutenvrij dieet, niet met het nemen van supplementen.
Eind jaren negentig was er een rel rond de internist Hans Houtsmuller. Deze beweerde te zijn genezen van een uitgezaaid melanoom met behulp van een door hemzelf ontwikkeld dieet gebaseerd op de orthomoleculaire leer, het Houtsmullerdieet. Later gaf hij toe dat hij nooit een uitgezaaid melanoom heeft gehad. Het Houtsmullerdieet is overigens een variant op het Moermandieet en bestaat onder meer uit grote hoeveelheden citrusvruchten.